# Tetsuya Ota
Tetsuya Ota (太田 哲也 Ōta Tetsuya?, Maebashi, Gunma; 6 de noviembre de 1959) es un expiloto de automovilismo japonés, conocido por haber sobrevivido a un accidente múltiple durante una carrera de JGTC en Fuji Speedway el 3 de mayo de 1998. El incidente fue causado por el auto de seguridad que fue conducido al doble de la velocidad recomendada bajo una lluvia torrencial durante la vuelta de reconocimiento. Ota resultó gravemente herido y, como resultado, presentó una demanda contra los organizadores de la carrera.

## Carrera
Después de su educación en la Universidad de Musashi, Ota se dedicó a los coches de carreras en 1982. Participó en la serie de fórmula juvenil FJ1600 (Fórmula Japón) antes de pasar al Campeonato de Fórmula 3 Japonesa en 1986 y luego se graduó para competir en la serie Fórmula 3000 Japonesa entre 1987 y 1991, excepto en 1989. Ota también compitió en numerosas series nacionales como el Campeonato Japonés de Turismos (JTCC), el Campeonato Japonés de Sport Prototipos (JSPC) y la Fuji Grand Champion Series, así como en Super Taikyu. Mientras competía en JSPC, Ota fue piloto del equipo oficial de Mazda entre 1989 y 1991.
La primera incursión de Ota en las carreras fuera de Japón fue cuando compitió en cuatro carreras consecutivas de las 24 Horas de Le Mans entre 1993 y 1996, sin poder terminarlas.
En 1990, Ota se casó con Atsuko. En 1993 se convirtió en colaborador regular de la revista Tipo de Neko Publishing. Esto le dio el privilegio de estar en el comité de selección del Auto del año en Japón.
Desde su temporada inaugural, Ota ha competido en All Japan Grand Touring Car Championship. Su especialidad eran las carreras de Ferrari, sobre todo en otras series. Ota se convirtió en el piloto más respetado de la marca italiana en Japón.

## Incidente en Fuji en 1998
El 3 de mayo de 1998, durante la segunda ronda de JGTC en Fuji Speedway, Ota resultó gravemente herido. Asistieron 47 000 espectadores a la ronda programada para 300 km (67 vueltas). En el momento de la carrera llovía torrencialmente y la visibilidad era limitada. Después de la vuelta de reconocimiento, el auto de seguridad atravesó la línea de salida a 150 kilómetros por hora (93 mph) y luego disminuyó repentinamente la velocidad. Esto provocó que el Porsche 911 RSR del equipo 910 Racing conducido por Tomohiko Sunako hiciera un aquaplaning y golpeara la parte trasera del 911 GT2 de Kaoru Hoshino. De los autos GT300, el tercer auto delante de los Porsche (y 22 en la grilla), el BMW M3 de Yasushi Hitotsuyama, detrás, logró evitar al Porsche conduciendo sobre el césped y luego de regreso al circuito, mientras el Porsche golpeaba una barrera y se posaba sobre la hierba. Se ondeó una bandera de precaución.
Segundos más tarde, el Ferrari F355 Challenge de Team Ferrari Club of Japan, conducido por Ota, redujo la velocidad, lo que provocó que hiciera un aquaplane y se desviara a la izquierda directamente hacia el Porsche. Ambos explotaron en una bola de fuego al impactar. El Ferrari, tras chocar contra el muro, se deslizó al otro lado de la pista y se detuvo en la salida de boxes. Otro Porsche se desvió para evitar a Ota.
Tomohiko Sunako logró salir a trompicones de su automóvil con una pierna derecha fracturada y los equipos de rescate lo atendieron rápidamente.
El RE Amemiya RX-7 conducido por Shinichi Yamaji se detuvo frente al Ferrari mientras los otros autos seguían adelante. Yamaji usó un extintor de incendios del costado de la vía para extinguir el fuego y luego ayudó a soltar el arnés de seguridad de Ota. Lo hizo antes de que llegaran los comisarios de carrera.
Ota quedó atrapado en su automóvil durante 1 minuto y 30 segundos mientras estaba expuesto a temperaturas de 800 grados y tuvo que ser sacado del automóvil por un comisario de seguridad. El mariscal lo acostó en el suelo, lo que provocó que su visor semiderretido se hundiera sobre su rostro. Ota intentó levantarse, pero se cayó. Durante su otro intento, otro comisario vio a Ota, lo recogió y lo metió en el vehículo de apoyo del circuito, en lugar de una ambulancia.
Ota fue trasladado a un hospital en Gotenba donde recibió tratamiento por quemaduras de tercer grado en el rostro y el cuello y quemaduras menores en el resto del cuerpo. Requirió cirugía plástica en el área nasal como resultado del derretimiento de la visera en su rostro. También sufrió intoxicación por los vapores que inhaló del fuego.
Como resultado de sus heridas, Ota ya no podía mover correctamente el brazo derecho, el hombro derecho y los dedos. Sus lesiones pusieron fin a su carrera como piloto profesional.

### Cancelación de la carrera
La carrera se iba a reprogramar a una carrera acortada de 51 vueltas, pero una espesa niebla cubrió el circuito y provocó que la carrera se retrasara. Los organizadores esperaron con la esperanza de que el clima mejorara, pero a las 17:00 anunciaron que la carrera se suspendía oficialmente y se anulaban todos los resultados. Según el código FIA, la carrera no había comenzado oficialmente, siendo necesarias tres vueltas para ello.

## Juicio
Los informes sobre el incidente fueron presentados por la JAF y los organizadores de la carrera. Uno de los informes indicó que Ota no usó un pasamontañas resistente al fuego como se requiere; que él negó. Además, el informe indicó que el equipo de seguridad comenzó a combatir el fuego 20 segundos después del accidente, pero las llamas del automóvil de Ota fueron combatidas primero por otros pilotos 50 segundos después del accidente, mientras Ota aún estaba atrapado.
Como resultado, Ota presentó una demanda por daños y perjuicios por alrededor de ¥290 millones ($2 500 000 USD) contra siete organizadores por no implementar las medidas de seguridad adecuadas en el Tribunal del Distrito de Tokio en noviembre de 1999. Entre los responsables se encontraban el operador del circuito, Fuji Speedway, el organizador de la serie, Federación de Automóviles de Japón (JAF); el operador de la carrera, VICIC (Victory Circle Club) y la emisora TV Tokyo.
El 29 de octubre de 2003, seis patrocinadores y promotores de carreras, incluidos TV Tokyo, VICIC y Fuji Speedway, fueron declarados culpables de negligencia grave. El éxito de la demanda se debió a la cobertura televisiva grabada del incidente que se mostró en el tribunal. Se ordenó a las partes responsables que pagaran una indemnización de 90 millones de yenes (800 000 dólares estadounidenses) por el dolor y el sufrimiento, con el argumento de que su respuesta de primeros auxilios no estaba bien preparada y sus comisarios de carrera estaban mal capacitados. El juez, Tsuyoshi Ono, decidió que los organizadores descuidaron su responsabilidad, ya que Ota se quedó en su vehículo en llamas por más de los 30 segundos en los que debería haber estado fuera del auto. Los organizadores no habían tomado suficientes medidas de precaución, como tener camiones de bomberos en espera como se requiere para extinguir incendios y rescatar a los pilotos en 30 segundos o menos.
El juez determinó que el acuerdo previo a la carrera entre Ota y los organizadores de no emprender acciones legales en caso de accidente era inaceptable. A pesar de su promesa por escrito a los organizadores de no buscar compensación en caso de accidente, que todos los pilotos debían firmar, el juez lo dictaminó injusto y dijo que va en contra del orden público y la moral. Ono añadió que la prenda, tildada por él de «prenda de muerte», pretende eximir de responsabilidad a los organizadores, permitiéndoles beneficiarse económicamente de las carreras.
El juez dictaminó que el auto de seguridad circulaba a un ritmo excesivo de 150 km/h en lugar de al ritmo de seguridad de 60 km/h, provocando el accidente al disminuir repentinamente la velocidad. También dictaminó que los preparativos de extinción de incendios y rescate no fueron suficientes.
El juez dictaminó que Ota era parcialmente responsable ya que no desaceleró lo suficientemente pronto. Ota estaba satisfecho con el resultado.
TV Tokyo negó cualquier responsabilidad en todo el caso, ya que no se consideraban uno de los organizadores de la carrera. El tribunal encontró al canal de televisión culpable de negligencia grave por intentar evitar la responsabilidad por su participación en el incidente.
El reclamo contra JAF fue rechazado porque no se les podía responsabilizar.

## Legado
En 2003 se lanzó una película documental sobre el incidente titulada Crash (クラッシュ?), así como un libro titulado Re•Birth, que documenta la lucha de Ota por reconstruir su vida y su cuerpo.
Se introdujeron varias medidas de seguridad mejoradas después del accidente, incluida la adaptación del auto médico en la competencia JAF que contenía especialistas médicos y de rescate, similar al equipo de seguridad de INDYCAR, que utiliza especialistas médicos y de rescate en una camioneta totalmente equipada.
Desde entonces, Ota ha seguido participando en los deportes de motor, pero ya no a nivel profesional. Dirige un taller de preparación de carreras y puesta a punto de automóviles, llamado Tezzo, que se especializa en automóviles italianos.
Shinichi Yamaji, el piloto que salvó la vida de Ota extinguiendo el fuego de su auto y sacándolo, murió el 26 de mayo de 2014, a los 50 años, tras una larga enfermedad no revelada. Según los informes, se registró en un hospital el 25 de mayo debido a un empeoramiento de su estado de salud y murió repentinamente al día siguiente.

## Resultados

### All Japan Grand Touring Car Championship
(Clave) (negrita indica pole position) (cursiva indica vuelta rápida)

| Año  | Escudería                  | Automóvil       | Clase | 1       | 2      | 3      | 4       | 5       | 6       | 7   | Pos. | Puntos |
| ---- | -------------------------- | --------------- | ----- | ------- | ------ | ------ | ------- | ------- | ------- | --- | ---- | ------ |
| 1994 | Team Taisan                | Ferrari F40 LM  | GT1   | FUJ 3   | SEN 3  | FUJ 3  | SUG Ret | MIN 1   |         |     | 6.º  | 39     |
| 1995 | Team Taisan                | Ferrari F40 LM  | GT1   | SUZ Ret | FUJ 9  | SEN    | FUJ 18  | SUG     | MIN 12  |     | 27.º | 2      |
| 1996 | Taku Motor Sports          | Porsche 993 GT2 | GT500 | SUZ 13  | FUJ 14 | SEN 10 | FUJ     | SUG Ret | MIN 12  |     | 26.º | 1      |
| 1997 | Team Ferrari Club of Japan | Ferrari F355 GT | GT300 | SUZ 11  | FUJ 4  | SEN 9  | FUJ 2   | MIN 7   | SUG Ret |     | 7.º  | 31     |
| 1998 | Team Ferrari Club of Japan | Ferrari F355 GT | GT300 | SUZ Ret | FUJ C  | SEN    | FUJ     | MOT     | MIN     | SUG | NC   | 0      |

### 24 Horas de Le Mans
| Año      | Equipo                             | Copilotos                          | Automóvil       | Clase | Vueltas | Pos. | Pos. Clase |
| -------- | ---------------------------------- | ---------------------------------- | --------------- | ----- | ------- | ---- | ---------- |
| 1994     | Simpson Engineering                | Robin Smith Stefano Sebastini      | Ferrari 348 LM  | GT2   | 57      | DNF  | DNF        |
| 1995     | Ennea SRL                          | Luciano della Noce Anders Olofsson | Ferrari F40E    | GT1   | 42      | DNF  | DNF        |
| 1996     | Ennea SRL Igol Ferrari Club Italia | Robin Donovan Piero Nappi          | Ferrari F40 GTE | GT1   | 129     | DNF  | DNF        |
| Fuentes: |                                    |                                    |                 |       |         |      |            |